# انترین باخو
انترین باخو (به اسپانیایی: Entrín Bajo) یک شهرستان در اسپانیا است که در استان باداخس واقع شده‌است.